# Кристиан II (князь Ангальт-Бернбурга)
Кристиан II Ангальт-Бернбургский (нем. Christian II. von Anhalt-Bernburg, также Кристиан Другой (Christian der Andere) или Младший (der Jüngere); 11 августа 1599, Амберг, Верхний Пфальц — 22 сентября 1656 или 21 сентября 1656, Бернбург) — князь Ангальт-Бернбурга из династии Асканиев.
Князь Кристиан в течение 35 лет (1621—1656) вёл дневник, который составил 23 тома и 17 400 написанных от руки страниц и считается как по количеству, так и по качеству уникальным источником информации по истории Тридцатилетней войны.

## Биография
Кристиан Младший — сын князя Кристиана I и Анны Бентгейм-Текленбургской, родился в Амбергском дворце, где его отец проживал, занимая должность наместника Верхнего Пфальца. Кристиан II получил великолепное образование и свободно изъяснялся на французском и итальянском языках. В 1608—1609 годах вместе с дессауским двоюродным братом Иоганном Казимиром учился в Женеве, куда их сопровождали два гофмейстера: Маркус Фридрих Венделин и Петер фон Себоттендорф. Кристиан также побывал в образовательных целях во Франции, Италии и Англии.
На взрослые годы Кристиана пришлась Тридцатилетняя война со всеми её ужасами и лишениями, в связи с чем князь размышляет в своём дневнике о «своей роковой судьбе». Для него война началась с Битвы на Белой Горе (1620), поражения, повлёкшего имперскую опалу и ссылку отца Кристиана I. Кристиан Младший, командовавший двумя полками на стороне отца, также попал в плен, но ему удалось в Вене добиться благосклонности императора Фердинанда II и вернуться в Бернбург уже в 1621 году. По рекомендации дяди, князя Людвига Ангальт-Кётенского, Кристиан II был принят в Плодоносное общество под именем «Неизменный» (Der Unveränderliche).
После смерти отца в апреле 1630 года Кристиан II наследовал ему в княжестве. И преследуемому неудачами князю, и его стране пришлось пережить много горя в военные годы. Ещё в первый год правления Ангальт-Бернбург был разорён известными своей свирепостью конными войсками Генриха Голька. Эпидемия чумы унесла жизни 1700 горожан. В 1636 году несмотря на героическую храбрость гофмаршала Буркхарда фон Эрлаха разгрому подвергся Бернбургский дворец.
Кристиан II похоронен в построенной отцом усыпальнице дворцовой церкви Святого Эгидия.

## Потомки
Князь Кристиан II был женат на Элеоноре Софии Шлезвиг-Гольштейн-Зондербургской (1603—1675), дочери герцога Иоганна Шлезвиг-Гольштейн-Зондербургского. У супругов родилось 15 детей, из которых только несколько достигли взрослого возраста:
- Берингер (1626—1627), наследный принц Ангальт-Бернбургский
- София (1627)
- Иоахим Эрнст (1629), наследный принц Ангальт-Бернбургский
- Кристиан (1631), наследный принц Ангальт-Бернбургский
- Эрдман Гидеон (1632—1649), наследный принц Ангальт-Бернбургский
- Богислав (1633—1634)
- Виктор I Амадей (1634—1718), князь Ангальт-Бернбурга, женат на графине Елизавете Пфальц-Цвейбрюккенской (1642—1677)
- Элеонора Гедвига (1635—1685), канонисса Гандерсгеймского монастыря
- Эрнестина Августа (1636—1659)
- Ангелика (1639—1688)
- Анна София (1640—1704), замужем за графом Георгом Фридрихом Сольмс-Зонненвальдским (1626—1688)
- Карл Урсинус (1642—1660)
- Фердинанд Кристиан (1643—1645)
- Мария (1645—1655)
- Анна Елизавета (1647—1680), замужем за герцогом Кристианом Ульрихом I Вюртемберг-Эльсским (1652—1704)